# Hypericum watanabei
Hypericum watanabei är en johannesörtsväxtart som beskrevs av N.Robson. Hypericum watanabei ingår i släktet johannesörter, och familjen johannesörtsväxter. Inga underarter finns listade i Catalogue of Life.